# Alice Sapritch
Alice Sapritch; właściwie Alice Sapric (ur. 29 lipca 1916 w Ortaköy, wówczas Imperium osmańskie, obecnie Turcja; zm. 24 marca 1990 w Paryżu) – francuska aktorka i piosenkarka pochodzenia ormiańskiego.
Aktorka znana przede wszystkim z ról u boku Louisa de Funèsa w popularnych komediach: Mania wielkości (1971; rola Dony Juany) oraz Zawieszeni na drzewie (1970; zagrała żonę głównego bohatera, granego przez de Funèsa).
Zmarła w wieku 73 lat w następstwie choroby nowotworowej. Pochowana na Cmentarzu Père-Lachaise w Paryżu.

## Wybrana filmografia
- Gdyby Paryż mi to opowiedział (1955) jako dama
- Gracz (1958) jako Marfa
- Testament Orfeusza (1960) jako królowa Cyganów
- Strzelajcie do pianisty (1960) jako dozorczyni
- Kandyd, czyli optymizm XX wieku (1960) jako siostra barona
- Kim jesteś, Polly Maggoo? (1966) jako Królowa Matka
- Zawieszeni na drzewie (1970) jako Lucienne Roubier, żona Henriego
- Mania wielkości (1971) jako Dona Juana
- Bardzo ładna i bardzo wesoła historia Colinota Trousse-Chemise (1973) jako Biała Dama
- Największe wydarzenie od czasu, gdy człowiek stanął na księżycu (1973) jako Ramona Martinez
- Siostry Brontë (1979) jako ciotka Elizabeth Branwell
- W krzywym zwierciadle: Europejskie wakacje (1985) jako kobieta na wieży Eiffla